# نجاد إبريشيموفيتش
نجاد إبريشيموفيتش (20 أكتوبر 1940 ، سراييفو - 15 سبتمبر 2011 ، سراييفو) كان كاتبًا بوسنيًا.

## سيرة شخصية
في السنة الثالثة من عمره، فقد نجاد إبريسيموفيتش والده وعمره ثلاث سنوات وانتقل مع والدته إلى زيبشي وأكمل فيها دراسته الابتدائية. وفي عام 1957، التحق بالمدرسة الصناعية في زينبشي في عام 1957. ثم انتقل في عام 1961 إلى سراييفو حيث التحق بالمدرسة الثانوية للفنون التطبيقية، تخصص النحت، وتخرج منها في نفس العام. التحق بكلية الفلسفة في سراييفو وتخرج في عام 1977 بعد عام من التدريس.
كان محررًا في صحيفتي «أيامنا» و«تحريرية» ولفترة من الوقت كان مدرسًا في غورازده، لكنه كرّس معظم وقته للكتابة المهنية. شارك نجاد لدفاع عن بلاده أثناء حرب البوسنة والهرسك. في دوبرينجا، نظم KZB "Preporod"، واستمر في العمل خلال حصار هذا الجزء من سراييفو.
رشحه اتحاد كتاب البوسنة والهرسك لجائزة نوبل بعد نشر روايته "Vječnik" في عام 2005. وقد تجاوزت مبيعات "Vječnik" جميع الأرقام القياسية لدار النشر "النور" في سراييفو، متفوقةً على "الدراويش والموت" لسليموفيتش. صدرت الطبعة الثامنة من "Vječnik" عن IKD "شاهنباشيتش" في يناير 2009، ووصل إجمالي توزيع جميع الطبعات إلى 12000 نسخة.
توفي في 15 سبتمبر 2011 في سراييفو عن عمر يناهز 71 عامًا.

## الجوائز
- 1975 جائزة السادس من أبريل لمدينة سراييفو عن رواية Ugursuz ؛
- للحصول على الجائزة الأولى عن مسرحية في مهرجان بليد عام 1970، للتكييف التلفزيوني لأوغورسوز،
- عن رواية Karabeg الجائزة السنوية لنشرة النور «للنشر» عام 1971،
- لرواية Braća i veziri، جائزة السنوية للنشر «فيزيلين ماسليسا» عام 1989.
- 1992 جائزة رابطة كتاب البوسنة والهرسك لكتاب Knjiga Adema Kahrimana ؛
- 2004. جائزة "Skender Kulenović" للأعمال المختارة I - X ؛
- لرواية "Vječnik" حصل على جائزة المجتمع البوسني "Preporod" عام 2005.
- لرواية "Vjenik"، منحته جمعية الناشرين والمكتبات في البوسنة والهرسك الجائزة السنوية عام 2005.
- حصل على جائزة Hasan Kaimija عام 2006 لروايته "Vječnik".